# جان مکریدی
جان مکریدی (به انگلیسی: John Macready) ژیمناست زادهٔ ۲۹ آوریل ۱۹۷۵ میلادی اهل کشور ایالات متحده آمریکا است.